# سرفايفر سيريس (2011)
سرفايفر سيريس 2011 (بالإنجليزية: Survivor Series (2011))‏ هو عرض مصارعة محترفة من فئة الدفع مقابل المشاهدة وهو العرض الخامس والعشرون من سلسلة عروض سرفايفر سيريس. تم عرضه يوم 20 نوفمبر 2011 في مدينة نيويورك بولاية نيويورك الأمريكية.

## وصلات خارجية
- Official Survivor Series website